# Как чокнутые
«Как чокнутые» или «Безумное веселье» (итал. La pazza gioia) — франко-итальянский драмедийный фильм 2016 года, поставленный режиссером Паоло Вирдзи. Мировая премьера состоялась 14 мая 2016 на 69-м Каннском международном кинофестивале, где фильм участвовал в программе секции «Двухнедельник режиссеров». В 2017 году лента была номинирована в 14 категориях на получение итальянской национальной кинопремии «Давид ди Донателло» и получила пять наград, в том числе за лучший фильм и лучшую режиссерскую работу. Фильм также получил ряд других международных фестивальных и национальных кинонаград и номинаций.

## Сюжет
Беатриче — невероятно общительная женщина, которая сама себя назвала графиней с миллиардными состояниями и любит представлять, что встречается с мировыми лидерами. И поэтому она находится в психиатрической больнице открытого типа в Тоскане, Италия. Ей постоянно не хватает общения и каких-то развлечений. Как-то в психушку поселяют новую пациентку — Донателлу. Она является интровертом и никого не хочет близко к себе подпускать. Только назойливая Беатриче может к ней подобраться. Женщины решают искать любовь, радость и просто свободу за пределами психушки — среди мира нормальных людей.

## В ролях
| Актёр                 | Роль                          |
| --------------------- | ----------------------------- |
| Валерия Бруни-Тедески | Беатриче Морандини Вальдирана |
| Микаэла Рамаццотти    | Донателла Морелли             |
| Валентина Карнелутти  | Фьямма Дзаппа                 |
| Серджо Альбелли       | Торриджани                    |
| Томмазо Раньо         | Джорджо Лоренцини             |
| Марко Мессери         | Флориано Морелли              |

## Награды и номинации
- 2016 — 3 приза Вальядолидского кинофестиваля: приз «Золотой колос» за лучший фильм, приз лучшей актрисе (Валерия Бруни-Тедески и Микаэла Рамаццотти), приз зрительских симпатий.
- 2016 — участие в конкурсной программе Чикагского кинофестиваля.
- 2016 — номинация на премию Европейской киноакадемии в категории «Лучшая европейская актриса» (Валерия Бруни-Тедески).
- 2016 — 5 премий «Серебряная лента»: лучший режиссёр (Паоло Вирдзи), лучший сценарий (Паоло Вирдзи, Франческа Аркибуджи), лучшая актриса (Валерия Бруни-Тедески и Микаэла Рамаццотти), лучшая музыка (Карло Вирдзи), лучшие костюмы (Катя Доттори). Кроме того, лента получила 5 номинаций: лучший продюсер (Марко Беларди), лучшая актриса второго плана (Валентина Карнелутти), лучшая работа художника-постановщика (Тонино Дзера), лучший монтаж (Сесилия Дзанусо), лучший звук.
- 2017 — 5 премий «Давид ди Донателло»: лучший фильм (Паоло Вирдзи), лучший режиссёр (Паоло Вирдзи), лучшая актриса (Валерия Бруни-Тедески), лучшая работа художника-постановщика (Тонино Дзера), лучшие причёски (Даниэла Тартари). Кроме того, лента получила 9 номинаций: лучший продюсер (Марко Беларди), лучший оригинальный сценарий (Паоло Вирдзи, Франческа Аркибуджи), лучшая актриса (Микаэла Рамаццотти), лучшая актриса второго плана (Валентина Карнелутти), лучшая операторская работа (Владан Радович), лучшая музыка (Карло Вирдзи), лучшие костюмы (Катя Доттори), лучший грим (Эсме Шарони), лучший звук.
- 2017 — номинация на премию Европейской киноакадемии в категории «Выбор народа» (Паоло Вирдзи).